# Emily Overholt
Emily Overholt (Vancouver, 4 ottobre 1997) è un'ex nuotatrice canadese.

## Carriera
Nel 2016, ai Giochi Olimpici di Rio de Janeiro, ha fatto parte, anche se solo in batteria, della squadra canadese che ha conquistato la medaglia di bronzo nella 4x200m stile libero.

## Palmarès
- Giochi Olimpici

Rio de Janeiro 2016: bronzo nella 4x200m sl.
- Mondiali

Kazan 2015: bronzo nei 400m misti.
Gwangju 2019: bronzo nella 4x200m sl.
- Giochi Panamericani

Toronto 2015: oro nei 400m sl, argento nei 200m sl e bronzo nella 4x200m sl.
- Giochi PanPacifici

Gold Coast 2014: bronzo nella 4x200m sl.
- Giochi del Commonwealth

Glasgow 2014: argento nella 4x200m sl.
- Mondiali giovanili

Dubai 2013: bronzo nei 400m misti.

## International Swimming League
| Stagione 2019 | Stagione 2020  |
| ------------- | -------------- |
| NY Breakers   | Toronto Titans |